# 294P/LINEAR
294P/LINEAR, o anche cometa LINEAR 54, è una cometa periodica appartenente alla famiglia delle comete gioviane. Inizialmente ritenuta un asteroide, è stata identificata come cometa già tre giorni dopo la sua riscoperta l'11 dicembre 2013 da parte dell'astrofilo giapponese Hidetaka Sato, il che ha permesso di numerarla definitivamente.